# I & M Building
El I & M Building, también conocido como Indiana & Michigan Power Building y Colfax Place, es un edificio histórico de estilo art déco ubicado en 220 W. Colfax en la ciudad de South Bend, en el estado de Indiana (Estados Unidos). 

## Descripción e historia
El edificio fue construido en 1929 y originalmente albergaba las oficinas de Indiana and Michigan Electric Company. De estilo art déco fue diseñado por Austin & Shambleau. Tiene siete pisos y un frente de mármol en el primer piso del frente, piedra caliza en el resto del frente y ladrillo en los lados. La terracota separa las ventanas centrales del frente del edificio a través del quinto piso, mientras que las características de piedra con terracota separan las ventanas laterales. Es una de las pocas estructuras art déco en South Bend y el único ejemplo "puro" del estilo dentro de su distrito comercial del centro. : 18 Actualmente es el duodécimo edificio más alto de la ciudad.
El edificio fue incluido en el Registro Nacional de Lugares Históricos en 1985.  Después de un breve período como desarrollo de condominios, el edificio ahora se utiliza como espacio de oficinas. Se encuentra junto al Commercial Building.